# Magic Mouse

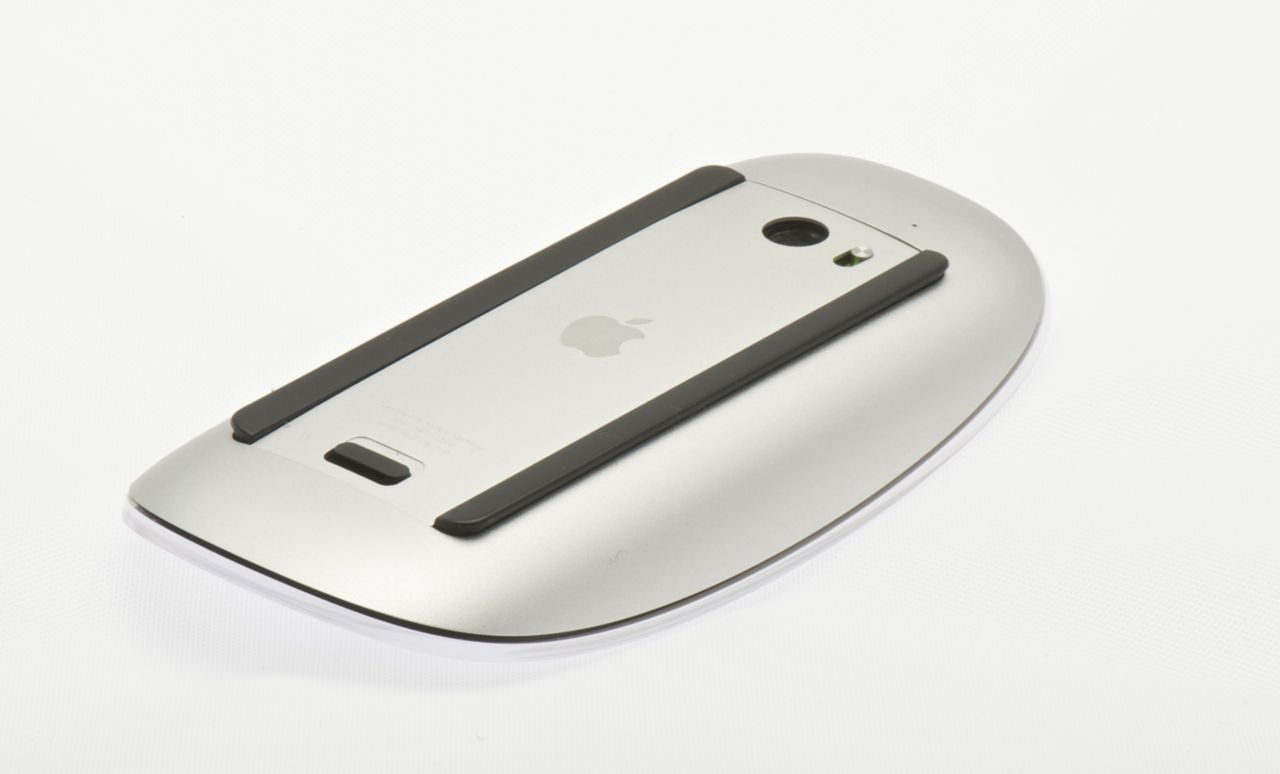
A Magic Mouse alsó része

A Magic Mouse az Apple egere, amely több ujj érzékelésére is képes. Az egészet a "multi-touch" felülete figyeli. Több ujjal lehet hozzáérni, majd az úgynevezett gesztusok segítségével további funkciók érhetők el. A Magic Mouse sztenderd tartozéka a 2009-es és annál újabb iMac és Mac Pro számítógépeknek.

## Milyen gesztusokat használhatunk vele?
Nem támogat minden gesztust az összes operációs rendszer.
- kattintás
- jobb gombos kattintás
- görgetés (minden irányban)
- képernyő nagyítása, kicsinyítése
- mozgás egy adott képen
- lapozás

## Használat és beállítás
A Magic Mouse-nak elvileg a legújabb OS X operációs rendszerekkel működnie kell. Korábbi rendszerekhez (Mac OS X 10.5 Leopard) szükséges lehet a következő szoftver telepítése.

## Rendszerkövetelmények
- legalább Mac OS X  10.5.8-as operációs rendszer
- Bluetooth kapcsolat